# Epierus
Epierus är ett släkte av skalbaggar. Epierus ingår i familjen stumpbaggar.

## Dottertaxa tillEpierus, i alfabetisk ordning[1]
- Epierus alberti
- Epierus alutaceus
- Epierus angularis
- Epierus antillarum
- Epierus beccarii
- Epierus binasutus
- Epierus bisbistriatus
- Epierus biscissus
- Epierus brunnipennis
- Epierus comptus
- Epierus cornutus
- Epierus cylindricus
- Epierus dalaunayi
- Epierus decipiens
- Epierus foveolatus
- Epierus fulvicornis
- Epierus humeristrius
- Epierus incultus
- Epierus inscriptus
- Epierus insularis
- Epierus invidus
- Epierus kraatzi
- Epierus laevistrius
- Epierus latior
- Epierus latus
- Epierus longulus
- Epierus lucidulus
- Epierus lucus
- Epierus mariae
- Epierus mehicanus
- Epierus mundus
- Epierus nasicornis
- Epierus nemoralis
- Epierus notius
- Epierus planulus
- Epierus pulicarius
- Epierus regularis
- Epierus sauteri
- Epierus scitus
- Epierus smaragdinus
- Epierus toxopei
- Epierus uenoi
- Epierus vandepolli
- Epierus waterhousii
- Epierus vethi
- Epierus vicinus
- Epierus villiersi